# Nachal Peres
Nachal Peres (hebrejsky: נחל פרס, arabsky: Vádí Farš) je vádí o délce cca 17 kilometrů v severovýchodní části Negevské pouště v Izraeli.
Začíná poblíž hory Har Cva'im. Směřuje pak k východu zcela neosídlenou krajinou, přičemž prudce klesá a zařezává se do okolního terénu. Poté se stáčí k jihovýchodu, znovu prudce klesá a poblíž křižovatky dálnice číslo 90 a dálnice číslo 25 (křižovatka ha-Arava) ústí do vádí Nachal Tamar. Vádí je turisticky využíváno.
Na toku se nachází několik soutěsek a také terénní stupeň na dolním toku, kde se vytváří vodopád o výšce 50 metrů. Jediným významnějším přítokem vádí Nachal Peres je Nachal Tachmas.

### Externí odkazy

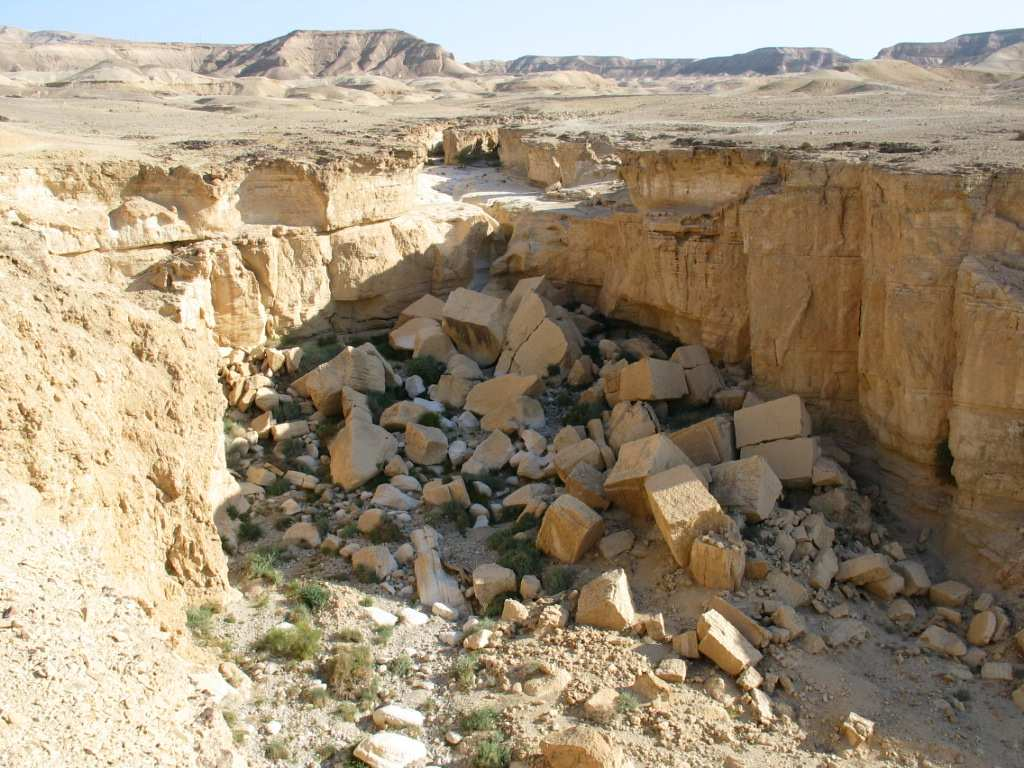
Krajina v okolí Nachal Peres